# كينيث وايت
كينيث وايت (بالإنجليزية: Kenneth White)‏ هو كاتب وشاعر بريطاني، ولد في 28 أبريل 1936 في غلاسكو في المملكة المتحدة.

## وصلات خارجية
- كينيث وايت على موقع ديسكوغز (الإنجليزية)